# Astragalus stella
Astragalus stella es una especie de planta herbácea perteneciente a la familia de las leguminosas. Es originaria del Norte de África.

## Descripción
Astragalus stella es una especie de planta anual, probablemente nativa en las islas orientales de Canarias. Se trata de una planta herbácea, con tallos de hasta unos 35 cm, cubierta de pelos basifijos. Las hojas son imparipinnadas, con 5-11 pares de foliolos estrechamente elípticos, seríceos por el haz y el envés y con estípulas verdosas, densamente cubiertas de pelos y largamente soldadas al peciolo. Las inflorescencias son racimos pedunculados, con 4-15 flores dispuestas a modo de cabezuela y pedúnculos de 2-11,5 cm. La corola es de color amarillo o violeta. Los frutos son patentes, recordando los brazos de una estrella. 

## Distribución y hábitat
Con ecología desconocida en el Sáhara Occidental (se encuentra en todas las clases de suelo en condiciones mediterráneas y semidesérticas), a una altura de 30 m (a 2050 m en el Hoggar). Se distribuye por Francia, Portugal, España, Islas Canarias, Marruecos, Argelia, Túnez, Libia y Egipto.

## Etimología
Astragalus: nombre genérico que deriva del griego astrágalos, nombre que se daba a una leguminosa.
stella: epíteto que significa "estrella", refiriéndose a la disposición radial de los frutos.

## Sinonimia
- Astragalus arenicola Pomel
- Astragalus tribuloides var. arenicola (Pomel) Murb.
- Astragalus sinaicus var. arenicola (Pomel) Maire
- Astragalus asterias subsp. polyactinus (Boiss.) Greuter
- Astragalus polyactinus Boiss.
- Astragalus cruciatus var. polyactinus (Boiss.) Hochr. (1904)
- Astragalus cruciatus subsp. linkeanus Maire
- Astragalus sinaicus auct.
- Astragalus sinaicus var. pedunculatus Pamp.
- Astragalus tribuloides auct.
- Astragalus tribuloides var. medians Maire[1]

## Nombre común
Se conoce como "chabusquillo estrellado".  